# Marína Makropoúlou
Marína Makropoúlou (grec moderne : Μαρίνα Μακροπούλου, née Marina Pogorevici le 3 décembre 1960 à Ploiești en Roumanie) est une joueuse d'échecs roumaine puis grecque.
Au 1er mai 2018, elle est la sixième joueuse grecque avec un classement Elo de 2 135 points.

## Biographie et carrière
Grand maître international féminin depuis 1981, Marína Makropoúlou a remporté le championnat de Roumanie en 1984 et huit fois le championnat de Grèce (en 1990, 1994, 1996, 1998, 1999, 2004, 2007 et 2011).
Elle est la fille de la grand maître international féminine roumaine Maria Albuleț et est affiliée à la fédération grecque depuis 1987.

### Championnats du monde
Marína Makropoúlou a participé à deux tournois interzonaux féminins :
- en 1982, elle finit septième du tournoi remporté par Nona Gaprindashvili ;
- en 1990, elle finit treizième de l'interzonal féminin remporté à nouveau par Nona Gaprindashvili.

### Compétitions par équipe
Avec la Grèce, Marína Makropoúlou a remporté la médaille d'argent par équipe lors de l'Olympiade d'échecs de 1982, ainsi que la médaille de bronze individuelle au deuxième échiquier.
Avec la Grèce, elle a participé à quatorze olympiades féminines de 1982 à 2014, jouant au premier échiquier de 1988 à 1992. la Grèce finit septième de l'Olympiade d'échecs de 1988 et huitième en 1990.